# Deák Pál
Mihályi Deák Pál, eredetileg Nesztorovics (? – 1707. május 30. előtt) tábornok, ezredtulajdonos, a hegyaljai felkelés leverője.

## Élete
A törökök elleni harcokban szerzett érdemeiért kapott nemességet 1665-ben.
1688-ban főstrázsamester Miksa Emánuel magyar huszárezredében. 1689-ben egy rác reguláris ezred parancsnoka. 1690 novemberétől a következő év júniusáig török fogságot szenvedett, majd Csáky László főstrázsamestere. 1696-ban Lippa parancsnoka, huszárezredet állít fel.
1697-ben a délvidéki táborból huszárezredével a Tokaji Ferenc által vezetett hegyaljai kuruc felkelés leverésére küldték. Tokaj ostrománál megsebesült. 1698-ban császári ezredes. 1701-ben ezredével az észak-itáliai hadszíntérre vezényelték. 1704. március 30-án Casalnál francia hadifogságba esik.
A francia hadvezetés az átszökött magyarokból az itáliai hadszíntéren egy, a Rajna-mentén két huszárezredet kívánt szervezni. 1706-ban a francia fogságba esett Deák elvállalta a 600 fős magyar egység vezetését, amelynek 56 fős tiszti karában legalább 32 magyar szolgált. 1706 szeptemberében a torinói csata után amnesztiával visszatért a császár hűségére, mivel 1706. április 5-i hatállyal császári generális-főstrázsamesterré nevezték ki. A téli szállásra vonulás idején azonban a táborban érte a halál.

## Emlékezete és hatása
- Julie és Deák Pál dala a Zenta 1697 rockoperában (Szarka Gyula - Szálinger Balázs).